# Željko Samardžić

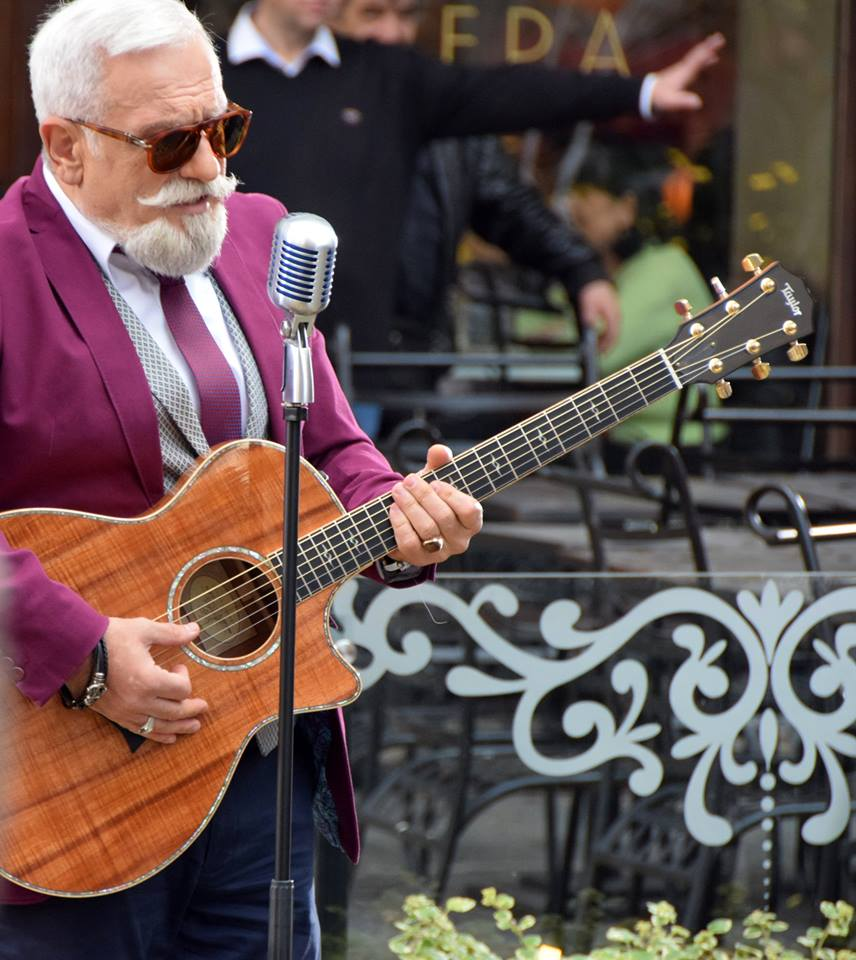
Željko Samardžić (2017)

Željko Samardžić (serbisch-kyrillisch Жељко Самарџић; * 3. Oktober 1955 in Mostar) ist ein im ehemaligen Jugoslawien bekannter bosnischer Sänger. Er lebt und arbeitet heute in Belgrad.

## Biografie
Željko Samardžić wurde in der herzegowinischen Stadt Mostar geboren. Sein Vater ist Montenegriner, seine Mutter eine herzegowinische Kroatin aus Ilići, Vorort von Mostar. In Mostar war Samardžić als guter Imitator des Schlager-Sängers Kemal Monteno bekannt. Als 1991 die Jugoslawienkriege ausbrachen, flüchtete er zunächst nach Montenegro und später nach Belgrad. Er verdiente in dieser Zeit seinen Unterhalt durch Gesang in Diskotheken und Kaffeehäusern. Einige Geschäftsmänner entdeckten ihn und finanzierten ihm ein Album mit Marina Tucaković und Aleksandar Radulović. Beim Festival der „Pjesma Meditarana“ in Budva sang er Sipajte mi još jedan viski (Schenkt mir noch einen Whisky ein) und startete damit seine Musikerkarriere.

## Wissenswertes
Željko ist ein Anhänger des Fußballklubs FK Velež Mostar.

## Diskografie

### Alben
- 1987: Jednom kad nam dođu sijede
- 1990: Želja
- 1993: Oko tvoje neverno
- 1995: Sudbina
- 1996: Sećanje na ljubav
- 1997: Zveket srca
- 1999: Sve je moje tvoje
- 2001: Sentimentalan čovek
- 2004: Pokaži mi šta znaš
- 2006: Lice ljubavi
- 2009: Kojim dobrom mila moja
- 2017: Mila

### Live-Alben
- 2000: Uživo
- 2008: Beogradska Arena Live
- 2008: Zlatne Godine

### Singles (Auswahl)
| - 1995: Slutim - 1996: Grlica - 1997: Kafanska pevačica - 1999: Sve je moje tvoje - 2001: Bezobrazno zelene - 2001: Dajte jednu lošu - 2001: Ako Odeš - 2001: Pređi preko svega - 2003: 9000 metara - 2004: Udala se moja crna draga - 2004: Ljubavnik - 2006: Posle duge veze | - 2009: Ljubavna adresa - 2009: Zato kradem (mit Miligram) - 2013: Zaustavite januar - 2017: Nisi ti za male stvari - 2017: Baš šteta - 2019: Ne kapiram (Original: Kostas Doxas – To Tragoudi Tou Kairou) - 2019: Ne spominji ljubav - 2020: Možda - 2020: Aleje ljubavi (mit Crvena Jabuka) - 2022: Nekada i sad (mit Saša Matić) - 2023: Znam (mit Kaliopi) |